# George Clinton (vicepresident)
George Clinton (Little Britain (New York), 26 juli 1739 – Washington D.C., 20 april 1812) was een Amerikaans politicus van de Democratisch-Republikeinse Partij, militair en "Founding Father" en de 4e vicepresident van de Verenigde Staten onder Thomas Jefferson van 1805 tot 1809 en James Madison van 1809 tot aan zijn dood in 1812.
Clinton was de eerste gouverneur van de staat New York en diende in deze functie zeven termijnen, van 1777 tot 1795 en nogmaals van 1801 tot 1804. In totaal besloeg zijn gouverneurschap 21 jaar en hij was hiermee ruim 200 jaar lang de langstzittende gouverneur uit de Amerikaanse geschiedenis. In 2015 werd zijn record verbroken door Terry Branstad.
Samen met John Calhoun de enige vicepresident die gediend heeft onder twee verschillende presidenten. Clinton was zelf viermaal presidentskandidaat tijdens de verkiezingen van 1789, 1792, 1796 en 1808.
Voor zover bekend is hij geen familie van de voormalige Amerikaanse president Bill Clinton. George Clinton stierf op 20 april 1812 op 72-jarige leeftijd.
Adams ·
Jefferson ·
Burr ·
Clinton ·
Gerry ·
Tompkins ·
Calhoun ·
Van Buren ·
R.M. Johnson ·
Tyler ·
Dallas ·
Fillmore ·
King ·
Breckinridge ·
Hamlin ·
A. Johnson ·
Colfax ·
Wilson ·
Wheeler ·
Arthur ·
Hendricks ·
Morton ·
Stevenson ·
Hobart ·
Roosevelt ·
Fairbanks ·
Sherman ·
Marshall ·
Coolidge ·
Dawes ·
Curtis ·
Garner ·
Wallace ·
Truman ·
Barkley ·
Nixon ·
L.B. Johnson ·
Humphrey ·
Agnew ·
Ford ·
Rockefeller ·
Mondale ·
Bush ·
Quayle ·
Gore ·
Cheney ·
Biden ·
Pence ·
Harris ·
Vance
- Gemeinsame Normdatei: 119148897
- International Standard Name Identifier: 0000 0000 6317 8800
- Library of Congress Control Number: n86125388
- Nationale Bibliotheek van Tsjechië: jn20000700316
- Nationale Bibliotheek van Israël: 987007445102205171
- Nederlandse Thesaurus van Auteursnamen: 085045942
- SNAC: w68q6pwr
- Trove: 802341
- Biographical Directory of the United States Congress: C000527
- Virtual International Authority File: 27874920
- WorldCat: E39PBJhMhgQjtMb7gKfCh6DH4q